# Lista över svenska mästare i handboll för herrar
Denna artikel innehåller en lista över alla svenska mästare i handboll för herrar inomhus sedan det första mästerskapet, säsongen 1931/1932.

## Historia
Lokala serier fanns redan i Sverige när man 1932 bestämde att införa DM, distriktsmästerskap, där DM-vinnarna skulle mötas i en nationell turnering (dvs tre år innan starten av den högsta serien, Allsvenskan). Mästerskapet avslutades vissa säsonger med en finalhelg med semifinaler och final (vad som idag kallas "Final 4"). Cupen var fristående från seriesystemet vilket innebar att lag som inte spelade i Allsvenskan, den då högsta serien i Sverige, kunde bli svenska mästare. Utöver de tre första åren 1932, 1933 och 1934 innan Allsvenskan startade hösten 1934 blev ett lag från en lägre serie svenska mästare 1938 (Västerås IK) och 1951 (AIK). En viss koppling mellan Svenska mästerskapet och den högsta serien skedde 1947 när turneringen utökades till 32 lag och bestod av samtliga allsvenska lag, DM-vinnarna och inbjudna prominenta lag från division 2 (näst högsta serien). Det hade hela tiden ansetts vara finare att vinna serien än att vinna Svenska Mästerskapet, och turneringen lades därför ned inför säsongen 1952/1953, då seriesegrarna för första gången officiellt kunde titulera sig Svenska mästare.
Sedan säsongen 1967/1968 koras svenska mästare genom slutspel, efter seriespel i Allsvenskan, sedermera Elitserien, Handbollsligan och Handbollsligan herr.
Sedan 1945 finns även en SM-turnering för juniorer.

### Finalformat
- 1932–1952: En finalmatch.
- 1968–1971: Två matcher där sammanlagt resultat räknades, vid lika resultat efter två matcher vann det i serien högst placerade laget[3]
- 1972–1983: Finalserie med "först till tre poäng". Om båda lagen hade två poäng efter två matcher blev det omspel, där laget med bäst målskillnad i finalen fick hemmaplansfördel.
- 1984–1999: Bäst av fem matcher.
- 2000–2002: Bäst av tre matcher.
- 2003–2004: Bäst av fem matcher.
- 2005–2018: En finalmatch på neutral plats (samarrangemang med damhandbollens SM-final).
- sedan 2019: Bäst av fem matcher.

## Svenska mästare genom åren
Svenska mästerskapet, fristående cup
| År   | Vinnare                | Tvåa                   | Finalresultat | Finalarenor                         | Publik | Noter                                                                           |
| ---- | ---------------------- | ---------------------- | ------------- | ----------------------------------- | ------ | ------------------------------------------------------------------------------- |
| 1932 | Flottans IF Karlskrona | Stockholms-Flottans IF | 15–9          | Skeppsholmshallen, Stockholm        | 1026   | Finalarenor 1932-1951 är hämtade ur boken Handboll                              |
| 1933 | Redbergslids IK        | Stockholms-Flottans IF | 15–11         | Gamla Mässan, Göteborg              | 1422   |                                                                                 |
| 1934 | Redbergslids IK (2)    | Sollefteå GIF          | 15–9          | Gamla Mässan, Göteborg (2)          | 1115   |                                                                                 |
| 1935 | Majornas IK            | Stockholms-Flottans IF | 10–9          | Skeppsholmshallen, Stockholm (2)    | 1182   | Numera en del av Moderna museet                                                 |
| 1936 | SoIK Hellas            | Flottans IF Karlskrona | 7–5           | Sparre Gymnastiksal, Karlskrona     | 1288   | Även benämnd Exercishallen                                                      |
| 1937 | SoIK Hellas (2)        | Redbergslids IK        | 9–7           | Alvikshallen, Stockholm             | 1826   | Även benämnd SALK-hallen, nedbrunnen 1993.                                      |
| 1938 | Västerås IK            | Djurgårdens IF         | 13–12         | Skeppsholmshallen, Stockholm (3)    | 1466   |                                                                                 |
| 1939 | Upsala Studenters IF   | Redbergslids IK        | 7–6           | Studenternas tennishall, Uppsala    | 822    | Numera konsertlokal Svandammshallarna                                           |
| 1940 | Majornas IK (2)        | IFK Karlskrona         | 8–4           | Mässhallen, Göteborg                | 2264   | Mästarna även seriesegrare samma säsong.                                        |
| 1941 | IFK Kristianstad       | IFK Uppsala            | 17–8          | Korridoren, Kristianstad            | 1299   | A3 Gymnastiksal, planen mätte 36*13,5 meter                                     |
| 1942 | Majornas IK (3)        | Stockholms-Flottans IF | 16–5          | Mässhallen, Göteborg (2)            | 2319   | Mästarna även seriesegrare samma säsong.                                        |
| 1943 | Majornas IK (4)        | Västerås HF            | 14–8          | Mässhallen, Göteborg (3)            | 1900   | Mästarna även seriesegrare samma säsong.                                        |
| 1944 | Majornas IK (5)        | IFK Karlskrona         | 16–8          | Sparre Gymnastiksal, Karlskrona (2) | 1499   | Även benämnd Exercishallen Mästarna även seriesegrare samma säsong.             |
| 1945 | Majornas IK (6)        | IFK Karlskrona         | 12–10         | Mässhallen, Göteborg (4)            | 3254   |                                                                                 |
| 1946 | Majornas IK (7)        | Upsala IF              | 11–3          | Mässhallen, Göteborg (5)            | 1990   |                                                                                 |
| 1947 | Redbergslids IK (3)    | IK Heim                | 8–7           | Mässhallen, Göteborg (6)            | 4198   | Mästarna även seriesegrare samma säsong. Bronsmatch SoIK Hellas-Ystads IF, 8-6. |
| 1948 | IFK Kristianstad (2)   | Redbergslids IK        | 8–7 (e.fl.)   | Sporthallen, Kristianstad           | 1628   | Planen mätte 40*17 meter. Bronsmatch Västerås IK-SoIK Hellas, 9-6               |
| 1949 | IFK Lidingö            | SoIK Hellas            | 7–4           | Eriksdalshallen, Stockholm          | 1403   | Bronsmatch Majornas IK-IFK Kristianstad, 14-10                                  |
| 1950 | IK Heim                | Örebro SK              | 9–6           | Idrottshuset, Örebro                | 1857   | Bronsmatch SoIK Hellas-Västerås HF, 11-10                                       |
| 1951 | AIK                    | IFK Kristianstad       | 12–11         | Eriksdalshallen, Stockholm (2)      | 1784   |                                                                                 |
| 1952 | IFK Kristianstad (3)   | AIK                    | 16–15 (e.fl.) | Sporthallen, Kristianstad (2)       | 1272   | Mästarna även seriesegrare samma säsong.                                        |

Allsvenskan, inget slutspel
Vinnaren av Allsvenskan utsågs till svensk mästare.
| År   | Vinnare              | Tvåa             | Trea           |
| ---- | -------------------- | ---------------- | -------------- |
| 1953 | IFK Kristianstad (4) | Redbergslids IK  | Örebro SK      |
| 1954 | Redbergslids IK (4)  | IFK Kristianstad | Örebro SK      |
| 1955 | IK Heim (2)          | IFK Kristianstad | Örebro SK      |
| 1956 | Örebro SK            | IFK Karlskrona   | Ystads IF      |
| 1957 | Örebro SK (2)        | IFK Malmö        | IK Heim        |
| 1958 | Redbergslids IK (5)  | Örebro SK        | IK Heim        |
| 1959 | IK Heim (3)          | Redbergslids IK  | IFK Malmö      |
| 1960 | IK Heim (4)          | Lugi HF          | H43 Lund       |
| 1961 | Vikingarnas IF       | IK Heim          | Lugi HF        |
| 1962 | IK Heim (5)          | Vikingarnas IF   | Lugi HF        |
| 1963 | Redbergslids IK (6)  | IF Hallby        | IK Heim        |
| 1964 | Redbergslids IK (7)  | Vikingarnas IF   | IF Hallby      |
| 1965 | Redbergslids IK (8)  | KFUM Borås       | IF Saab        |
| 1966 | IS Göta              | H43 Lund         | Vikingarnas IF |
| 1967 | Vikingarnas IF (2)   | SoIK Hellas      | IS Göta        |

Allsvenskan, slutspel
| År   | Vinnare              | Tvåa               | Finalresultat                                     | Finalarenor                                                                                 | Publik                     | Noter |
| ---- | -------------------- | ------------------ | ------------------------------------------------- | ------------------------------------------------------------------------------------------- | -------------------------- | --- |
| 1968 | IF Saab              | SoIK Hellas        | 17–17, 18–17                                      | Linköpings Sporthall Eriksdalshallen, Stockholm (3)                                         | 2517 2300                  | Vid lika resultat i sista matchen hade Hellas blivit svenska mästare i kraft av högre placering i serien. |
| 1969 | SoIK Hellas (3)      | Ystads IF          | 26–16, 21–18                                      | Eriksdalshallen, Stockholm (4) Ystad Idrottshall                                            | 900 1028                   | Publiksiffran anges till "nära 900" Planen mätte 36*16 meter                                              |
| 1970 | SoIK Hellas (4)      | HK Drott           | 20–17, 11–11                                      | Sporthallen, Halmstad Eriksdalshallen, Stockholm (5)                                        | 1869 2288                  | |
| 1971 | SoIK Hellas (5)      | Västra Frölunda IF | 13–10, 15–12                                      | Eriksdalshallen, Stockholm (6) Frölundaborg, Göteborg                                       | 921 6717                   | |
| 1972 | SoIK Hellas (6)      | HK Drott           | 21–13, 10–14, 14–11                               | Eriksdalshallen, Stockholm (7, 8) Sporthallen, Halmstad (2)                                 | 1190, 832 2314             | |
| 1973 | IF Saab (2)          | SoIK Hellas        | 14–14, 22–12                                      | Eriksdalshallen, Stockholm (9) Linköpings Sporthall (2)                                     | 2110 2674                  | |
| 1974 | IF Saab (3)          | SoIK Hellas        | 21–15, 14–17, 20–17                               | Linköpings Sporthall (3, 4) Eriksdalshallen, Stockholm (10)                                 | 2555, 2800 2500            | |
| 1975 | HK Drott             | IFK Kristianstad   | 18–18, 14–12                                      | Idrottshallen, Kristianstad Sporthallen, Halmstad (3)                                       | 2650 2548                  | |
| 1976 | Ystads IF            | IK Heim            | 21–23, 15–12, 17–13                               | Mässhallen, Göteborg (7) Österporthallen (1, 2)                                             | 3231 2370, 2426            | |
| 1977 | SoIK Hellas (7)      | IK Heim            | 30–16, 19–17                                      | Eriksdalshallen, Stockholm (11) Frölundaborg, Göteborg (2)                                  | 1765 2032                  | Mästarna även seriesegrare samma säsong.                                                                  |
| 1978 | HK Drott (2)         | Lugi HF            | 19–18, 23–18                                      | Lunds Idrottshall Sporthallen, Halmstad (4)                                                 | 2000 2316                  | |
| 1979 | HK Drott (3)         | Ystads IF          | 17–16, 19–19                                      | Sannarpshallen, Halmstad Österporthallen, Ystad (3)                                         | 5017 2997                  | Uppgifterna om Sannarpshallen 1979-1991 är hämtade ur Tidningen Handboll                                  |
| 1980 | Lugi HF              | Ystads IF          | 18–19, 20–19, 19–17 (e.fl.)                       | Lunds Idrottshall (2, 3) Österporthallen, Ystad (4)                                         | 2000, 2000 2400            | |
| 1981 | Vikingarnas IF (3)   | Ystads IF          | 21–15, 20–22, 26–22                               | Idrottens Hus, Helsingborg (1, 2) Österporthallen, Ystad (5)                                | 3169, 3150 2225            | |
| 1982 | IK Heim (6)          | HK Drott           | 30-22, 23-21                                      | Lisebergshallen, Göteborg Sannarpshallen, Halmstad (2)                                      | 2057 5048                  | |
| 1983 | IK Heim (7)          | Västra Frölunda IF | 23–18, 20–16                                      | Frölundaborg, Göteborg (3, 4)                                                               | 4568, 3153                 | Mästarna även seriesegrare samma säsong.                                                                  |
| 1984 | HK Drott (4)         | Lugi HF            | 3–0 i matcher (22–17, 17–14, 21–15)               | Sannarpshallen, Halmstad (3, 4) Lunds Idrottshall (4)                                       | 5029, 5050 2000            | |
| 1985 | Redbergslids IK (9)  | HK Drott           | 3–2 i matcher (19–18, 24–28, 19–21, 19–15, 21–20) | Lisebergshallen, Göteborg (2, 3) Sannarpshallen, Halmstad (5, 6) Frölundaborg, Göteborg (5) | 2392, 2120 4194, 5075 4739 | Mästarna även seriesegrare samma säsong.                                                                  |
| 1986 | Redbergslids IK (10) | HP Warta           | 3–1 i matcher (24–27, 27–21, 24–16, 31–19)        | Frölundaborg, Göteborg (6, 7) Lisebergshallen, Göteborg (4, 5)                              | 1146, 1445 682, 1700       | Mästarna även seriesegrare samma säsong. Frölundaborg hemmahall för RIK, Lisebergshallen för Warta.       |
| 1987 | Redbergslids IK (11) | HK Drott           | 3–1 i matcher (22–14, 18–16, 7–26, 20–18)         | Lisebergshallen, Göteborg (6, 7) Sannarpshallen, Halmstad (7, 8)                            | 2050, 2385 3526, 5071      | Mästarna även seriesegrare samma säsong.                                                                  |
| 1988 | HK Drott (5)         | Redbergslids IK    | 3–0 i matcher (22–19, 25–24 (e.s.), 13–12)        | Lisebergshallen, Göteborg (8, 9) Sannarpshallen, Halmstad (9)                               | 1556, 1457 4515            | |
| 1989 | Redbergslids IK (12) | HK Drott           | 3–0 i matcher (28–24, 22–17, 22–20)               | Sannarpshallen, Halmstad (10, 11) Lisebergshallen, Göteborg (10)                            | 3468, 2813 1304            | |
| 1990 | HK Drott (6)         | IF Saab            | 3–1 i matcher (20–25, 22–16, 20–15, 25–16)        | Sannarpshallen, Halmstad (12, 13) Linköpings Sporthall (5, 6)                               | 3880, 3452 2399, 1214      | |

Elitserien, slutspel
| År   | Vinnare                | Tvåa              | Finalresultat                                     | Finalarenor                                                                                      | Publik                      | Noter |
| ---- | ---------------------- | ----------------- | ------------------------------------------------- | ------------------------------------------------------------------------------------------------ | --------------------------- | --- |
| 1991 | HK Drott (7)           | Irsta HF          | 3–0 i matcher (22–20, 19–17, 23–15)               | Sannarpshallen, Halmstad (14, 15) Västeråshallen                                                 | 3798, 4011 2338             | Mästarna även seriesegrare samma säsong.                                                                                     |
| 1992 | Ystads IF (2)          | HK Drott          | 3–0 i matcher (25–19, 24–16, 24–18)               | Österporthallen, Ystad (6, 7) Sannarpshallen, Halmstad (16)                                      | 1548, 1963 4238             | Mästarna även seriesegrare samma säsong.                                                                                     |
| 1993 | Redbergslids IK (13)   | IK Sävehof        | 3–2 i matcher (22–21, 23–19, 19–23, 15–20, 21–16) | Frölundaborg, Göteborg (8, 9, 10) Partille Idrottshall (1, 2)                                    | 1316, 1546, 2323 1140, 1125 | Mästarna även seriesegrare samma säsong.                                                                                     |
| 1994 | HK Drott (8)           | IK Sävehof        | 3–0 i matcher (18–17, 22–17, 23–16)               | Sannarpshallen, Halmstad (17, 18) Partille Idrottshall (3)                                       | 3000, 4152 1035             | Mästarna även seriesegrare samma säsong.                                                                                     |
| 1995 | Redbergslids IK (14)   | HK Drott          | 3–2 i matcher (24–40, 26–21, 16–17, 26–23, 19–17) | Sannarpshallen, Halmstad (19, 20, 21) Lisebergshallen, Göteborg (11) Frölundaborg, Göteborg (11) | 2751, 2969, 4493 1143 1962  | |
| 1996 | Redbergslids IK (15)   | Lugi HF           | 3–0 i matcher (27–25, 28–25, 30–15)               | Lisebergshallen, Göteborg (12, 13) Lunds Idrottshall (5)                                         | 1423, 2245 2000             | Mästarna även seriesegrare samma säsong.                                                                                     |
| 1997 | Redbergslids IK (16)   | IF Guif           | 3–0 i matcher (27–21, 26–19, 35–23)               | Lisebergshallen, Göteborg (14, 15) Sporthallen, Eskilstuna                                       | 2028, 1733 2601             | |
| 1998 | Redbergslids IK (17)   | HK Drott          | 3–1 i matcher (33–19, 22–25, 29–17, 25–24)        | Lisebergshallen, Göteborg (16, 17) Sannarpshallen, Halmstad (22, 23)                             | 1806, 1533 3053, 3035       | Mästarna även seriesegrare samma säsong.                                                                                     |
| 1999 | HK Drott (9)           | Redbergslids IK   | 3–1 i matcher (30–19, 18–32, 27–18, 23–21)        | Sannarpshallen, Halmstad (24, 25) Lisebergshallen, Göteborg (18, 19)                             | 2739, 2753 1939, 2300       | |
| 2000 | Redbergslids IK (18)   | HK Drott          | 2–1 i matcher 28–20, 24–26, 25–22                 | Lisebergshallen, Göteborg (20, 21) Sannarpshallen, Halmstad (26)                                 | 1770 , 1990 2203            | Mästarna även seriesegrare samma säsong.                                                                                     |
| 2001 | Redbergslids IK (19)   | IF Guif           | 2–1 i matcher 25–19, 26–27, 25–21                 | Frölundaborg, Göteborg (12, 13) Sporthallen, Eskilstuna (2)                                      | 2535, 5300 2601             | Mästarna även seriesegrare samma säsong.                                                                                     |
| 2002 | HK Drott (10)          | Redbergslids IK   | 2–0 i matcher 30–25, 38–34 (e.f.)                 | Frölundaborg, Göteborg (14) Sporthallen, Halmstad (5)                                            | 2162 2201                   | |
| 2003 | Redbergslids IK (20)   | HK Drott          | 3–0 i matcher (31–24, 32–25, 35–20)               | Frölundaborg, Göteborg (15, 16) Sunnerbohov, Ljungby                                             | 1525, 2503 2400             | Mästarna även seriesegrare samma säsong. HK Drott spelade hemmamatchen i Ljungby på grund av fackförbundet Kommunals strejk. |
| 2004 | IK Sävehof             | Redbergslids IK   | 3–0 i matcher (28–18, 25–14, 21–19)               | Scandinavium, Göteborg (1, 2, 3)                                                                 | 3226, 3437, 3500            | Mästarna även seriesegrare samma säsong.                                                                                     |
| 2005 | IK Sävehof (2)         | IFK Skövde        | 27–26                                             | Globen, Stockholm                                                                                | 14327                       | |
| 2006 | Hammarby IF            | IK Sävehof        | 34–31                                             | Scandinavium, Göteborg (4)                                                                       | 12236                       | |
| 2007 | Hammarby IF (2)        | IFK Skövde        | 34–22                                             | Globen, Stockholm (2)                                                                            | 14089                       | Mästarna även seriesegrare samma säsong.                                                                                     |
| 2008 | Hammarby IF (3)        | IK Sävehof        | 35–29                                             | Scandinavium, Göteborg (5)                                                                       | 12167                       | Mästarna även seriesegrare samma säsong.                                                                                     |
| 2009 | Alingsås HK            | IF Guif           | 29–26                                             | Globen, Stockholm (4)                                                                            | 13297                       | |
| 2010 | IK Sävehof (3)         | HK Drott Halmstad | 30–28 (e.f.)                                      | Malmö Arena                                                                                      | 11822                       | Mästarna även seriesegrare samma säsong.                                                                                     |
| 2011 | IK Sävehof (4)         | Eskilstuna Guif   | 35–18                                             | Scandinavium, Göteborg (6)                                                                       | 10763                       | Mästarna även seriesegrare samma säsong.                                                                                     |
| 2012 | IK Sävehof (5)         | IFK Kristianstad  | 29–21                                             | Malmö Arena (2)                                                                                  | 12068                       | |
| 2013 | HK Drott Halmstad (11) | IFK Kristianstad  | 28–27                                             | Scandinavium, Göteborg (7)                                                                       | 12044                       | |
| 2014 | Alingsås HK (2)        | Lugi HF           | 24–22                                             | Malmö Arena (3)                                                                                  | 10467                       | |
| 2015 | IFK Kristianstad (5)   | Alingsås HK       | 28–25                                             | Scandinavium, Göteborg (8)                                                                       | 12312                       | Mästarna även seriesegrare samma säsong.                                                                                     |
| 2016 | IFK Kristianstad (6)   | Alingsås HK       | 27–18                                             | Malmö Arena (4)                                                                                  | 11579                       | Mästarna även seriesegrare samma säsong.                                                                                     |

Handbollsligan, slutspel
| År   | Vinnare              | Tvåa                 | Finalresultat                                                     | Finalarenor                                        | Publik                      | Noter |
| ---- | -------------------- | -------------------- | ----------------------------------------------------------------- | -------------------------------------------------- | --------------------------- | --- |
| 2017 | IFK Kristianstad (7) | Alingsås HK          | 31–25                                                             | Malmö Arena (5)                                    | 9876                        | Mästarna även seriesegrare samma säsong. |
| 2018 | IFK Kristianstad (8) | HK Malmö             | 23–22 (e.fl.)                                                     | Scandinavium, Göteborg (9)                         | 9668                        | Mästarna även seriesegrare samma säsong. |
| 2019 | IK Sävehof (6)       | Alingsås HK          | 3–2 i matcher (33–30, 16–22, 22–25, 32–29 (e.fl.), 27–20)         | Estrad Alingsås (1, 2, 3) Partille Arena (1, 2)    | 2560, 2750, 2750 3038, 3627 | IK Sävehof slutade på blott sjunde plats i grundserien men blev ändå svenska mästare. Detta var också första gången sedan 2004, som SM-finalen avgjordes genom en matchserie istället för en enda avgörande match. |
| 2020 | Ingen mästare utsedd | Ingen mästare utsedd | Ingen mästare utsedd                                              |                                                    |                             | Med anledning av det globala coronavirusutbrottet blev den avslutande omgången samt SM-slutspelet inställt. |
| 2021 | IK Sävehof (7)       | IFK Skövde           | 3–0 i matcher (38–37 (e.fl.), 32–22, 30-27)                       | Partille Arena (3, 4) Arena Skövde                 | 0, 0 0                      | Mästarna även seriesegrare samma säsong. Ingen publik på grund av Covid 19 |
| 2022 | Ystads IF (3)        | IFK Skövde           | 3–1 i matcher (30–28, 29–34 (e.fl.), 31–27, 47–46 (e.fl.))        | Arena Skövde (2, 3) Ystad Arena (1, 2)             | 2432, 2609, 2516, 2700      | |
| 2023 | IFK Kristianstad (9) | IK Sävehof           | 3–2 i matcher (29–34, 45–44 (e.fl.), 33–31 (e.fl.), 28–30, 30–23) | Kristianstad Arena (1, 2, 3) Partille Arena (5, 6) | 4303, 4720, 4954 3120, 3318 | Mästarna även seriesegrare samma säsong. |
| 2024 | IK Sävehof (8)       | Ystads IF            | 3–1 i matcher (28–27, 26-30, 39–37 (e.fl.), 32–27)                | Partille Arena (7, 8) Ystad Arena (3, 4)           | 1922, 1890 2695, 2795       | Mästarna även seriesegrare samma säsong. |
| 2025 | Ystads IF (4)        | Hammarby IF          | 3–1 i matcher (32–31, 35-37, 33–32, 32–29)                        | Ystad Arena (9, 10) Eriksdalshallen (11, 12)       | 2932, 3142 2330, 2350       | Mästarna även seriesegrare samma säsong. |

## Antal SM-guld per klubb
Totalt har 20 olika handbollsklubbar vunnit SM-guld inomhus. 7 av dem finns inte längre kvar, de har antingen lagts ned helt eller gått samman med annan förening (ljusbrun) eller lagt ned sin handbollssektion (ljusblå).
| Placering | Klubb                  | Titlar | År |
| --------- | ---------------------- | ------ | --- |
| 1         | Redbergslids IK        | 20     | 1933, 1934, 1947, 1954, 1958, 1963, 1964, 1965, 1985, 1986, 1987, 1989, 1993, 1995, 1996, 1997, 1998, 2000, 2001, 2003 |
| 2         | HK Drott               | 11     | 1975, 1978, 1979, 1984, 1988, 1990, 1991, 1994, 1999, 2002, 2013                                                       |
| 3         | IFK Kristianstad       | 9      | 1941, 1948, 1952, 1953, 2015, 2016, 2017, 2018, 2023                                                                   |
| 4         | IK Sävehof             | 8      | 2004, 2005, 2010, 2011, 2012, 2019, 2021, 2024                                                                         |
| 5         | Majornas IK            | 7      | 1935, 1940, 1942, 1943, 1944, 1945, 1946                                                                               |
| 5         | SoIK Hellas            | 7      | 1936, 1937, 1969, 1970, 1971, 1972, 1977                                                                               |
| 5         | IK Heim                | 7      | 1950, 1955, 1959, 1960, 1962, 1982, 1983                                                                               |
| 8         | Ystads IF              | 4      | 1976, 1992, 2022, 2025                                                                                                 |
| 9         | Vikingarnas IF         | 3      | 1961, 1967, 1981 |
| 9         | IF Saab                | 3      | 1968, 1973, 1974 |
| 9         | Hammarby IF            | 3      | 2006, 2007, 2008 |
| 12        | Örebro SK              | 2      | 1956, 1957 |
| 12        | Alingsås HK            | 2      | 2009, 2014 |
| 14        | Flottans IF Karlskrona | 1      | 1932 |
| 14        | Västerås IK            | 1      | 1938 |
| 14        | Upsala Studenters IF   | 1      | 1939 |
| 14        | IFK Lidingö            | 1      | 1949 |
| 14        | AIK                    | 1      | 1951 |
| 14        | IS Göta                | 1      | 1966 |
| 14        | Lugi HF                | 1      | 1980 |

## Flest SM-guld i svit
Flest SM-guld i svit är fem::
- Majornas IK, 1942-1946

## Spelare med flest SM-guld
Flest SM-guld för en enskild spelare är 7 st. Det har tre spelare uppnått:
- Jörgen Abrahamsson, 1975-1991 i HK Drott
- Jerry Hallbäck, 1993-2001 i Redbergslids IK
- Mikael Franzén, 1995-2003 i Redbergslids IK

## Antal SM-finalmatcher per hall/arena
Totalt har 166 finalmatcher spelats i 32 olika idrottshallar. 12 av dem är numera rivna (ljusbrun) eller ombyggda till annat än idrottshall (ljusblå). Total publiksiffra är 542 919 åskådare, ett snitt på 3 271. Den största publiksiffran, 14 327, hade finalen 2005 mellan IK Sävehof och IFK Skövde i Globen. Den minsta publiksiffran är 0 vilket skedde 2021 i finalserien mellan IK Sävehof och IFK Skövde eftersom publik ej var tillåten pga Covid-19-pandemin, I matcher där publik var tillåten är den minsta publiksiffran 822, finalen 1939 i Studenternas Tennishall mellan Upsala Studenters IF och Redbergslids IK.
| Placering | Hall/arena              | Kommun       | Finalmatcher | Publik, totalt | Publik, snitt | Publik, max | Publik, min | År (inom parentes antal matcher samma år)                                                                                        |
| --------- | ----------------------- | ------------ | ------------ | -------------- | ------------- | ----------- | ----------- | --- |
| 1         | Sannarpshallen          | Halmstad     | 26           | 99333          | 3820          | 5075        | 2203        | 1979, 1982, 1984 (2), 1985 (2), 1987 (2), 1988, 1989 (2), 1990 (2), 1991 (2), 1992, 1994 (2), 1995 (3), 1998 (2), 1999 (2), 2000 |
| 2         | Lisebergshallen         | Göteborg     | 21           | 37613          | 1791          | 2392        | 682         | 1982, 1985 (2), 1986 (2), 1987 (2), 1988 (2), 1989, 1995, 1996 (2), 1997 (2), 1998 (2), 1999 (2), 2000 (2)                       |
| 3         | Frölundaborg            | Göteborg     | 16           | 44972          | 2811          | 6717        | 1146        | 1971, 1977, 1983 (2), 1985, 1986 (2), 1993 (3), 1995, 2001 (2), 2002, 2003 (2)                                                   |
| 4         | Eriksdalshallen         | Stockholm    | 13           | 22673          | 1744          | 2500        | 832         | 1949, 1951, 1968, 1969, 1970, 1971, 1972 (2), 1973, 1974, 1977, 2025 (2)                                                         |
| 5         | Scandinavium            | Göteborg     | 9            | 79353          | 8817          | 12312       | 3226        | 2004 (3), 2006, 2008, 2011, 2013, 2015, 2018                                                                                     |
| 6         | Partille Arena          | Partille     | 8            | 16915          | 2114          | 3627        | 0           | 2019 (2), 2021 (2), 2023 (2), 2024 (2)                                                                                           |
| 7         | Mässhallen              | Göteborg     | 7            | 19156          | 2737          | 4198        | 1900        | 1940, 1942, 1943, 1945, 1946, 1947, 1976                                                                                         |
| 7         | Österporthallen         | Ystad        | 7            | 15929          | 2276          | 2997        | 1548        | 1976 (2), 1979, 1980, 1981, 1992 (2)                                                                                             |
| 9         | Sporthallen             | Linköping    | 6            | 14159          | 2360          | 2800        | 1214        | 1968, 1973, 1974 (2), 1990 (2)                                                                                                   |
| 9         | Ystad Arena             | Ystad        | 6            | 16780          | 2797          | 3142        | 2516        | 2022 (2), 2024 (2), 2025 (2) |
| 11        | Sporthallen             | Halmstad     | 5            | 11248          | 2250          | 2548        | 1869        | 1970, 1972, 1975, 1978, 2002 |
| 11        | Malmö Arena             | Malmö        | 5            | 55812          | 11162         | 12068       | 9876        | 2010, 2012, 2014, 2016, 2017 |
| 11        | Idrottshallen           | Lund         | 5            | 10000          | 2000          | 2000        | 2000        | 1978, 1980 (2), 1984, 1996 |
| 14        | Skeppsholmshallen       | Stockholm    | 3            | 3674           | 1225          | 1466        | 1026        | 1932, 1935, 1938 |
| 14        | Partille Idrottshall    | Partille     | 3            | 3300           | 1100          | 1140        | 1035        | 1993 (2), 1994 |
| 14        | Globen                  | Stockholm    | 3            | 41713          | 13904         | 14327       | 13297       | 2005, 2007, 2009 |
| 14        | Estrad Alingsås         | Alingsås     | 3            | 8060           | 2687          | 2750        | 2560        | 2019 (3) |
| 14        | Arena Skövde            | Skövde       | 3            | 5041           | 1680          | 2609        | 0           | 2021, 2022 (2) |
| 14        | Kristianstad Arena      | Kristianstad | 3            | 13977          | 4659          | 4954        | 4303        | 2023 (3) |
| 20        | Gamla Mässan            | Göteborg     | 2            | 2537           | 1269          | 1422        | 1115        | 1933, 1934 |
| 20        | Sparre Gymnastiksal     | Karlskrona   | 2            | 2787           | 1394          | 1499        | 1288        | 1936, 1944 |
| 20        | Sporthallen             | Kristianstad | 2            | 2900           | 1450          | 1628        | 1272        | 1948, 1952 |
| 20        | Idrottens Hus           | Helsingborg  | 2            | 6319           | 3160          | 3169        | 3150        | 1981 (2) |
| 20        | Sporthallen             | Eskilstuna   | 2            | 5202           | 2601          | 2601        | 2601        | 1997, 2001 |
| 25        | Alvikshallen            | Stockholm    | 1            | 1826           | 1826          | 1826        | 1826        | 1937 |
| 25        | Studenternas tennishall | Uppsala      | 1            | 822            | 822           | 822         | 822         | 1939 |
| 25        | Korridoren              | Kristianstad | 1            | 1299           | 1299          | 1299        | 1299        | 1941 |
| 25        | Idrottshuset            | Örebro       | 1            | 1857           | 1857          | 1857        | 1857        | 1950 |
| 25        | Idrottshallen           | Ystad        | 1            | 1028           | 1028          | 1028        | 1028        | 1969 |
| 25        | Idrottshallen           | Kristianstad | 1            | 2650           | 2650          | 2650        | 2650        | 1975 |
| 25        | Västeråshallen          | Västerås     | 1            | 2338           | 2338          | 2338        | 2338        | 1991 |
| 25        | Sunnerbohov             | Ljungby      | 1            | 2400           | 2400          | 2400        | 2400        | 2003 |